# Smeryngolaphria malanura
Smeryngolaphria malanura là một loài ruồi trong họ Asilidae. Smeryngolaphria malanura được Wiedemann miêu tả năm 1828. Loài này phân bố ở vùng Tân nhiệt đới.